# Merionoeda seminigra
Merionoeda seminigra är en skalbaggsart som beskrevs av Holzschuh 2008. Merionoeda seminigra ingår i släktet Merionoeda och familjen långhorningar. Inga underarter finns listade i Catalogue of Life.